# Apparato urinario

A. Apparato urinario umano: 1. Rene 2. Pelvi renale 3. Uretere 4. Vescica 5. Uretra
Altri organi: 6. Surrene 7. Fegato 8. Arteria e vena renale 9. Vena cava inferiore 10. Aorta addominale 11. Arteria e vena iliaca 12. Intestino crasso

L'apparato urinario è uno degli apparati del corpo umano comprendente gli organi e di strutture finalizzati all'escrezione dell'urina o di altri prodotti del catabolismo in alcuni taxa animali, principalmente appartenenti ai cordati. Appartiene alla più vasta categoria degli apparati escretori animali, differenti per anatomia e fisiologia da gruppo a gruppo.

## Funzione
La funzione principale dell'apparato urinario è l'eliminazione dei rifiuti metabolici, principalmente dei composti azotati; i gruppi amminici non riutilizzati dall'organismo per sintetizzare nuovi composti azotati vengono escreti sotto diverse forme chimiche:
- gli animali che producono come composto terminale urea vengono detti ureotelici
- le specie animali che producono ammoniaca sono detti ammoniotelici
- gli animali che producono acido urico sono chiamati uricotelici.

Fonte principale dell'azoto catabolico sono gli amminoacidi che, nei mitocondri, vanno incontro alla deaminazione ossidativa via glutammato deidrogenasi.
Lo ione ammonio risultante reagisce col glutammato, via glutammina sintetasi, formando glutammina, che trasporta i gruppi amminici al fegato. Dal metabolismo muscolare l'alanina è invece il principale vettore, sempre verso il fegato; origina dal trasferimento glutammato-piruvato dell'aminogruppo. 
Nello stesso fegato tramite il ciclo dell'urea nei mammiferi, ed altri cicli in differenti taxa animali, l'azoto viene convertito in ammoniaca, acido urico od urea, per essere infine eliminato.

## Apparato urinario umano

Sistema urinario

Come in tutti i mammiferi l'ammoniaca, presente in forma protonata come ione ammonio, viene convertita in urea tramite il già citato ciclo dell'urea o dell'ornitina citrullina, che permette, a fronte d'una spesa energetica di due molecole di ATP per ogni molecola di urea prodotta, di disporre di un composto meno tossico rispetto a quello di partenza.
L'escrezione di questa e altre molecole viene attuata dai nefroni, principali attuatori dell'apparato urinario.
Nell'essere umano, l'apparato è rappresentato da:
- Reni
- Canali escretori (ureteri)
- Vescica
- Uretra

L'organo principale dell'apparato escretore, il rene, è costituito da una zona midollare, costituita dalle piramidi renali, ed una corticale. L'unità funzionale del rene è il nefrone, costituito dal corpuscolo di Malpighi a sua volta composto dal glomerulo, dalla capsula di Bowman e dal tubulo renale. Il sangue, tramite l'arteriola afferente, arriva nel glomerulo dove, a causa della pressione determinata dalla presenza di un'arteriola efferente di diametro molto minore e dalla presenza di fenestrature di questo vaso che contribuiscono alla variazione della pressione, attraversa un filtro formato dai podociti. Al termine di questo processo si ottiene l'ultrafiltrato glomerulare (1.60-1.80 litri/die), che deve però essere ulteriormente filtrato prima di diventare urina (1.5 litri/die). Passa così nel tubulo renale, formato da un tubulo contorto prossimale, dall'ansa di Henle, da un tubulo contorto distale e dal dotto collettore. In questo percorso, dall'ultrafiltrato vengono riassorbiti acqua e ioni sodio, fino ad ottenere l'urina.